# 鬼丸 (俳優)
鬼丸（おにまる、1973年3月10日 - 2019年10月27日）は、日本の俳優。埼玉県出身、血液型はAB型。
土田晃之は小学校時代の同級生。

## 来歴
少年時代、大宮で暴走族の総長として有名になる。非行によって少年院に送られた後、ダンスに目覚めダンサーとして活動、山本政志監督の映画『ジャンクフード』でデビュー。また、大宮のストリートファッション・ショップ「LOOSE」のスタッフでもあった。
2019年11月、複数の関係者らにより死去していることが明らかになった。千原ジュニアによると、死因は心筋梗塞だったという。

## フィルモグラフィ

### 映画
- ジャンクフード（1998年、山本政志監督） - リョウ 役
- Heavenz／ヘブンズ（1998年、井出良英監督） - ナツメ 役
- ポルノスター（1998年、豊田利晃監督） - 上條 役
- リムジンドライブ（2000年、山本政志監督） - ナオ 役
- 青い春（2001年、豊田利晃監督） - 鈴木 役
- 最も危険な刑事(デカ)まつり「行列のできる刑事」 (2003年）
- ナイン・ソウルズ（2003年、豊田利晃監督） - 穴戸ラン 役
- クローズ EXPLODE（2014年4月12日公開、豊田利晃監督） - 早秋一家大津組 真島修 役

### Vシネマ
- 狂弾II アジア暴力地帯（2000年） - 葉山登
- 超極道（2001年） - 冨樫組竜王会組員 新城
- 大脱獄（2001年） - タチバナ組組長 タチバナ(元 石岡組組員)
- 新・広島やくざ戦争 武闘派列伝 伝説の広島極道 山上功治の生涯（2002年） - 村西組組員
- 新・日本の首領（2005年）- 肥沼博彦
- 実録・武闘派極道史 八西会跡目抗争（2006年） - 八西会雨宮組組長 雨宮
- 闇金の帝王（2007年、山村淳司監督） - クロ